# Mafang (socken i Kina)
Mafang (kinesiska: 马坊, 马坊乡) är en socken i Kina. Den ligger i provinsen Henan, i den centrala delen av landet, omkring 86 kilometer sydost om provinshuvudstaden Zhengzhou. Antalet invånare är 47 215. Befolkningen består av 23 347 kvinnor och 23 868 män. Barn under 15 år utgör 21,0 %, vuxna 15-64 år 69 %, och äldre över 65 år 9,0 %.
Genomsnittlig årsnederbörd är 737 millimeter. Den regnigaste månaden är juli, med i genomsnitt 173 mm nederbörd, och den torraste är januari, med 3 mm nederbörd.